# SV Juventus
SV Juventus is een voetbalclub uit Antriòl, nabij Kralendijk op Bonaire. De club werd in 1973 opgericht als een afsplitsing van SV Vitesse. Met 14 maal winnaar van de Bonaire League is het historisch gezien de meest succesvolle club op Bonaire. SV Juventus speelt zijn thuiswedstrijden in het Stadion Kralendijk. 
Als kampioen of de nummer twee van Bonaire nam de club ook deel in de Kopa Antiano waarin om het kampioenschap van de Nederlandse Antillen werd gestreden. Ook heeft de club deelgenomen aan CONCACAF kampioenschappen: CFU Club Championship in 1986, 1989 en 1993 en Champions League in 2001. Na het staken van de Kopa Antiano in 2010 nam de club als subkampioen van Bonaire in 2018 deel aan de ABC Beker, een competitie tussen Aruba, Bonaire en Curaçao.

## Erelijst
- Bonaire League
  - Winnaar: 1976, 1977, 1984, 1985, 1987, 1989, 1992, 1994, 2005, 2008, 2009, 2010, 2012, 2013
  - Tweede: 1988, 1995, 2001, 2017, 2018
- Kopa Antiano
  - Tweede: 1977, 1985, 1988, 1992, 2001, 2008